# Помаранче
Помаранче (итал. Pomarance) — коммуна в Италии, располагается в области Тоскана, в провинции Пиза.
Население коммуны, на 01.01.2023 года, составляло 5314 человек, плотность населения ─ 23,32 чел./км². Коммуна занимает площадь 227,84 км². Почтовый индекс — 56045. Телефонный код — 0588.
Покровителем коммуны почитается святой Виктор, день памяти ─ 7 апреля.

## Население
Динамика населения:

## Климат
Согласно климатической классификации итальянских муниципалитетов, Помаранче входит в климатическую зону D, количество градусо-дней составляет 1874.

## Администрация коммуны
Главой коммуны является мэр Иллария Баччи (итал. Illaria Bacci), с 13 июня 2019 года.

## Известные уроженцы
- Табаррини, Марко (1818 — 1898) — итальянский политик, историк, правовед, юрист, сенатор .